# Coreura engelkei
Coreura engelkei là một loài bướm đêm thuộc phân họ Arctiinae, họ Erebidae.